# Baiona Alta (partida rural de Muchamiel)
Baiona Alta es una partida rural del municipio de Mutxamel, en la provincia de Alicante, Comunidad Valenciana, España. Baiona Alta se sitúa en el norte del término municipal de Mutxamel. Limita al norte con la Partida Tossal Redó, al este con la Partida El Boter, al sureste con Borratxina, El Salt y El Collao, al suroeste con la Partida Baiona Baixa. También al oeste con la Partida Boqueres, de San Vicente del Raspeig. Tiene una superficie de 3.41 km². El paisaje es típico del interior alicantino, con predominio de campos de cultivo y áreas de matorral.

## Toponimia
El nombre Baiona procede de la histórica finca Bayona, una extensa propiedad rural que estaba situada en lo que hoy es parte de Bonnysa, S.A., la compañía hortofrutícola asentada en la zona.
Con el tiempo, el dominio original se parceló atendiendo a la altitud del terreno, dando lugar a dos denominaciones diferenciadas:
- Partida Baiona Baixa: para la zona situada por debajo de la finca, en el fondo del valle
- Partida Baiona Alta: para la zona situada por encima de la finca, en las cotas más altas

En coherencia con la adopción oficial de la toponimia en valenciano, el nombre Bayona se transformó en Baiona, nombre que hoy aparece en catastros, planos, callejeros y documentos municipales.

## Actividad agrícola
Desde mediados del siglo XX, Baiona Alta ha sido un punto estratégico para la agricultura intensiva en Mutxamel gracias al establecimiento de los primeros invernaderos de Bonnysa Agroalimentaria S.A. En 1956, Bonnysa inició sus actividades en la zona con la instalación de invernaderos orientados a la producción de tomate y pimiento bajo cubierta. A lo largo de las décadas, la empresa amplió sus instalaciones y técnicas, incorporando invernaderos de plástico en los años 1980 y sistemas de riego por goteo automatizado en los 1990, lo que consolidó la presencia de la partida en el mercado nacional y europeo de tomate raf y pimiento california. Los invernaderos de Bonnysa ocupan en la actualidad más de 25 ha en Baiona Alta.
Además, la Organización de Productores Grupo Agromark, fundada en 1984, ha adquirido fincas en Baiona Alta, El Boter y las partidas centrales de Mutxamel. Ha instalado semilleros y centros de envasado en la zona, consolidando un creciente complejo hortofrutícola dedicado principalmente a las brassicas ecológicas para exportación al Reino Unido y Europa del Norte.

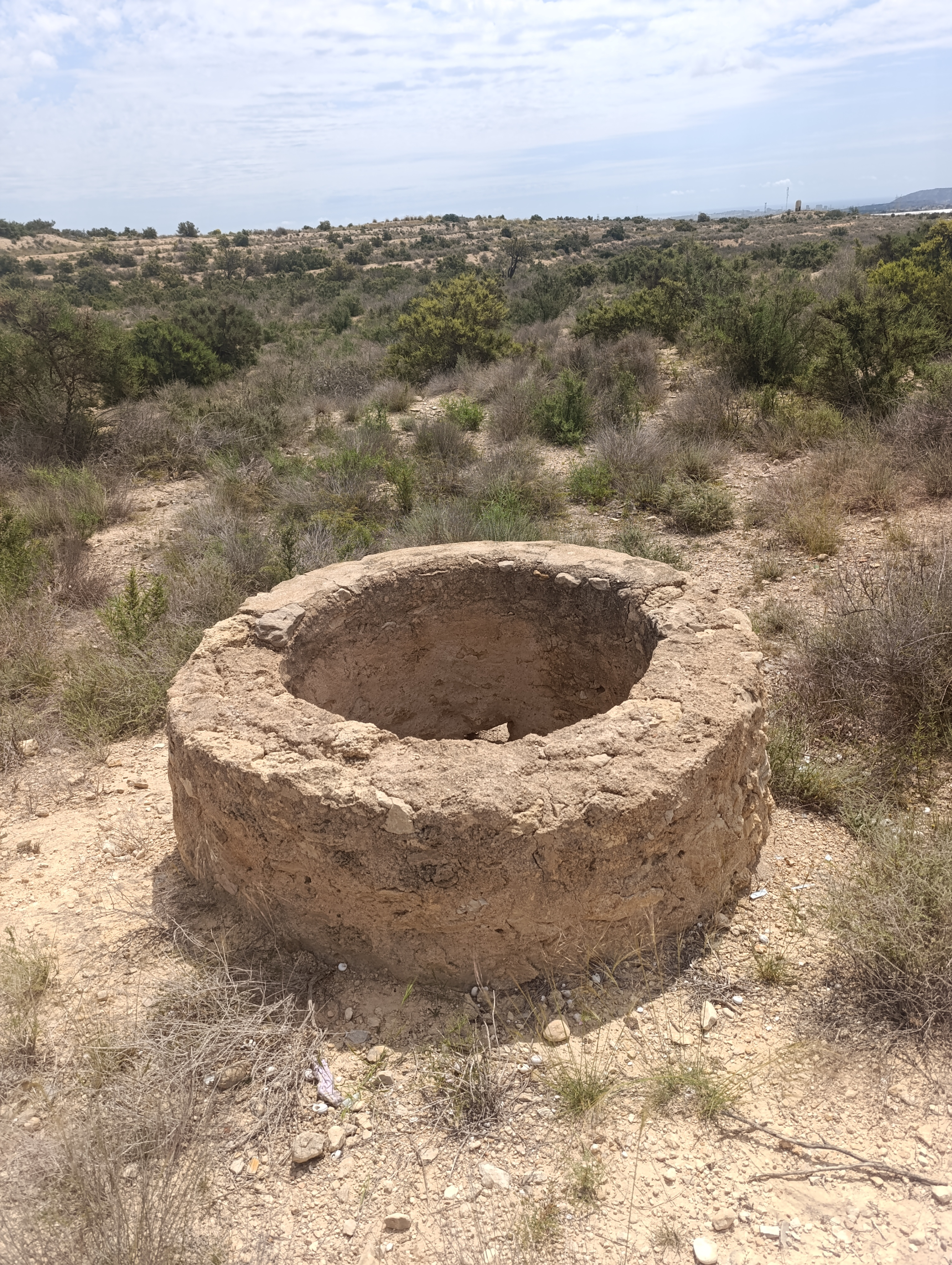
(ACTIVIDAD AGRÍCOLA) Pozo de agua abandonado en Baiona Alta

Desde hace siglos la partida ya era punto de huerta, podemos encontrar por la partida acequias y y pozos abandonados en mitad de la nada.

## Relación con la Partida Tossal Redó
El núcleo urbano de Baiona Alta forma conurbación con la urbanización principal de Tossal Redó, compartiendo servicios e infraestructuras. Inicialmente, los vecinos de Baiona Alta pertenecían a la Asociación de Vecinos de Tossal Redó, constituida en los ochenta, que en 2010 pasó a denominarse Asociación de Vecinos de Baiona Alta y Tossal Redó para reflejar la incorporación y representación de ambas poblaciones. Los vecinos de esta asociación fueron los encargados de pagar la pavimentación de las calles y de crear las fiestas locales.

## Fiestas y tradiciones

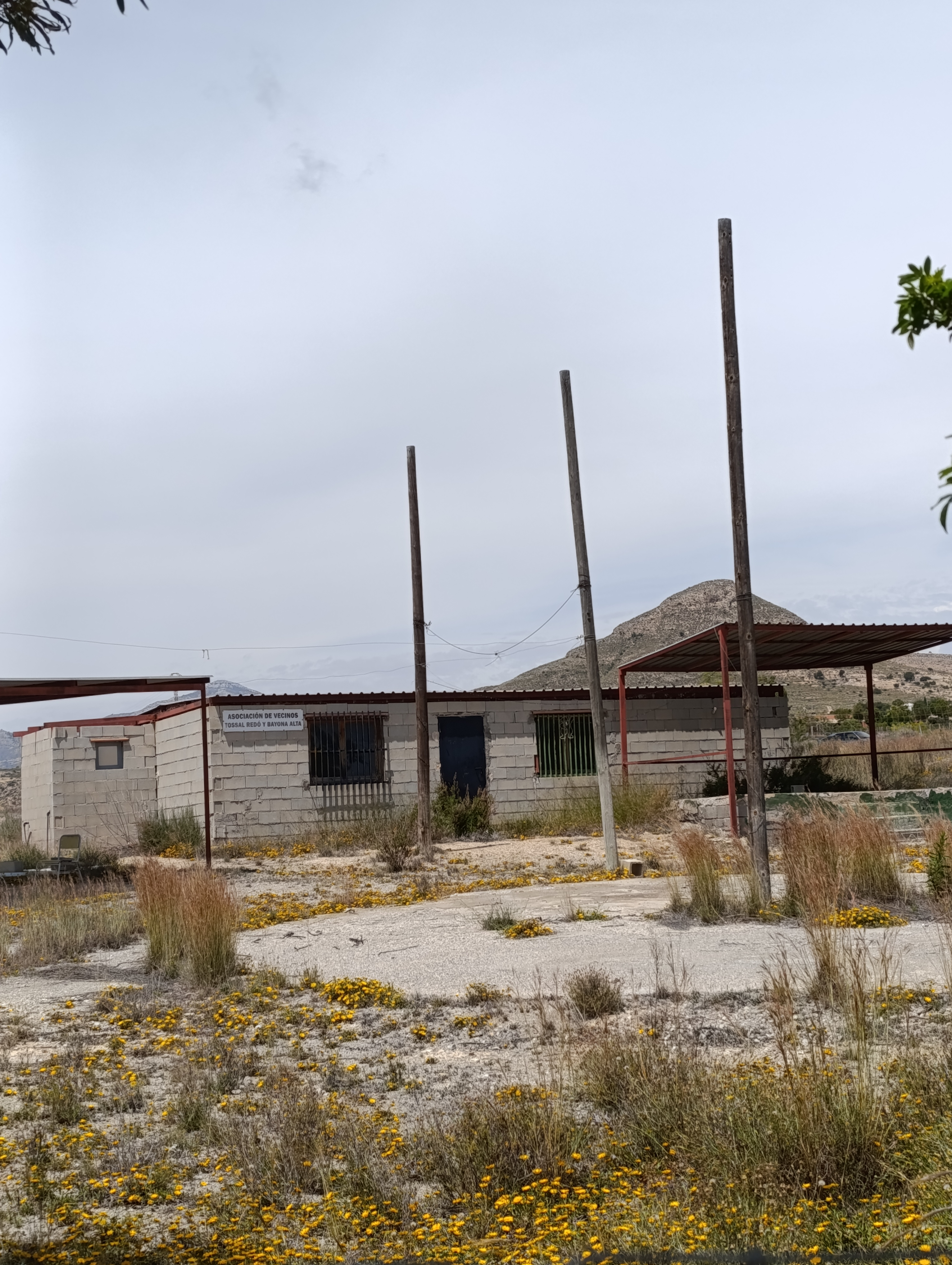
Recinto de fiestas

Ambas partidas celebran conjuntamente las fiestas del Tossal Redó durante verano, con verbenas, concursos, juegos populares y comidas vecinales. Aunque su celebración ha disminuido en años recientes, se impulsan iniciativas para su recuperación periódica.

## Recursos hídricos
El pozo Tossal Redó, situado en la sierra homónima, suministra agua no potable destinada al riego agrícola y a usos domésticos no alimentarios (duchas, limpieza), pero no apta para consumo humano.

## Entorno natural
Una pequeña parte de Baiona Alta, la zona del Barranc dels Cocons, forma parte del paraje natural municipal del Bec de l’Àguila, con una superficie de 1114 ha y compartido con las partidas de Tossal Redó y El Boter. Este espacio está incluido en la Zona de Especial Protección para las Aves (ZEPA) del río Monnegre.

## Problemática ambiental
Presencia de vertedero ilegal y quema de residuos procedentes de San Vicente del Raspeig en la entrada de la partida, junto al cartel del término de Mutxamel, lo que incrementa la contaminación del suelo y atrae fauna nociva.

## Infraestructuras y servicios
En enero de 2025, el Ayuntamiento instaló una farola solar en la curva cerrada del camino principal de Baiona Alta, zona de alta siniestralidad por la proximidad de un barranco. La Asociación de Vecinos ha solicitado la colocación de quitamiedos en el lateral de la carretera para aumentar la seguridad vial.

## Desarrollo urbanístico
En las últimas décadas se han construido viviendas unifamiliares, rehabilitado casas y, desde 2024, se han popularizado las viviendas modulares tipo contenedor.